# Silvia Mazzoni
Silvia Mazzoni (Faenza, 21 gennaio 1979) è un'ex cestista italiana.

## Carriera
Cresciuta nel Club Atletico Faenza, con la quale ha disputato cinque stagioni , di cui quattro di Serie A1 e una di Serie A2.
Nella stagione 1999-2000 va in prestito al Cervia-Ravenna.
Dal 2003 al 2005 milita in Serie A1 prima con la Juvenilia Reggio Emilia e poi con la Pallacanestro Ribera. Con la squadra siciliana disputa anche gare internazionali di FIBA EuroCup.
Dalla stagione 2005-06 passa in Serie A2 dove gioca con Palestrina Basket Femminile, poi Pallacanestro CUS Chieti (Serie B d'Eccellenza e A2) e Juventus Basket Pontedera (A2). Con le toscane conquista una promozione nella massima serie vanificata dalla mancata iscrizione.
Nella stagione 2009-10 è in Serie B d'Eccellenza con la Pallacanestro Olimpia La Spezia.
Nell'agosto 2010 viene ingaggiata dalla Mercede Basket Alghero in Serie A2.

## Palmarès
- Promozioni dalla Serie A2 alla Serie A1: 1
Juventus Pontedera: 2008-09